# The Carpenter
The Carpenter je píseň symphonic power metalové skupiny Nightwish, vydaná jako jejich debutový singl. Pochází z alba Angels Fall First a kromě Tarji Turunen zde zpívá i Tuomas Holopainen. Singl se umístil na 3. místo ve Finském žebříčku singlů.

## Seznam skladeb
1. „The Carpenter“ (Nightwish) - 5:55
2. „Red Light In My Eyes, Part II“ (Children of Bodom) - 3:50
3. „Only Dust Moves...“ (Thy Serpent) - 7:09